# Мерічель Мас
Мерічель Мас (ісп. Meritxell Mas, 25 грудня 1994) — іспанська синхронна плавчиня.
Учасниця Олімпійських Ігор 2020 року.
Призерка Чемпіонату світу з водних видів спорту 2013, 2019, 2022 років.
Призерка Чемпіонату Європи з водних видів спорту 2014, 2016, 2018, 2020 років.